# Kanton Valenton
Der Kanton Valenton war von 1985 bis 2015 ein französischer Wahlkreis im Arrondissement Créteil, im Département Val-de-Marne und in der Region Île-de-France; sein Hauptort war Valenton.

## Gemeinden
Der Kanton bestand lediglich aus der Stadt Valenton und dem nordöstlichen Teil der Gemeinde Villeneuve-Saint-Georges. Der südwestliche Teil von Villeneuve-Saint-Georges gehörte zum Kanton Villeneuve-Saint-Georges. Angegeben ist hier die Gesamteinwohnerzahl. Im Kanton lebten 8.600 Einwohner von Villeneuve-Saint-Georges.
| Gemeinde                 | Einwohner Jahr | Fläche km² | Bevölkerungsdichte | Code INSEE | Postleitzahl |
| ------------------------ | -------------- | ---------- | ------------------ | ---------- | ------------ |
| Valenton                 | 12.819 (2013)  | 5,31       | 2414 Einw./km²     | 94074      | 94460        |
| Villeneuve-Saint-Georges | 32.575 (2013)  | –          | – Einw./km²        | 94078      | 94190        |